# Иерусалимский симфонический оркестр
Иерусалимский симфонический оркестр (ивр. התזמורת הסימפונית ירושלים, רשות השידור‎) — израильский симфонический оркестр, базирующийся в Иерусалиме.
Наследует созданному в 1940-е гг. оркестру национального радио.
Среди наиболее заметных страниц истории оркестра — совместный проект с Оркестром Баварского радио под управлением Лорина Маазеля: премьера Седьмой симфонии Кшиштофа Пендерецкого «Семь врат Иерусалима» к 3000-летию Иерусалима (2000), повторенная в том же году в Мюнхене к 50-летию немецкого оркестра.

## Музыкальные руководители
- Менди Родан (1963—1972)
- Лукас Фосс (1972—1976)
- Гари Бертини (1978—1987)
- Лоуренс Фостер (1988—1992)
- Давид Шаллон (1992—2000)
- Фредерик Шазлен (2000—2002)
- Леон Ботстайн (2003 г.)
- Фредерик Шазлен (с 2010 г.)